# 노엘 레딩
노엘 레딩(Noel Redding, 1945년 12월 25일 ~ 2003년 5월 11일)은 베이스 연주자로 가장 잘 알려져 있는 영국의 록 음악가였고 지미 헨드릭스 익스피리언스와 팻 매트리스를 위해 가끔 리드 싱어로도 알려져 있었다.